# Stenopogon propinquus
Stenopogon propinquus är en tvåvingeart som beskrevs av Stanley Willard Bromley 1937. Stenopogon propinquus ingår i släktet Stenopogon och familjen rovflugor. Inga underarter finns listade i Catalogue of Life.